# Batthyány-Schmidt Margit
Batthyány-Schmidt Margit (Budapest, 1966. augusztus 16. –) magyar vállalkozó, nemzetközi agrárszakértő, biztonságpolitikai elemző. A Magyar Batthyány Alapítvány és a Magyar Női Unió Egyesület alapító tagja és elnöke, emellett a társadalmi szerepvállalás és nők egyenjogúsága iránt elkötelezett filantróp. Szakmai és közéleti szerepvállalása kiterjedt a nonprofit szektor, a gazdasági élet és a nemzetközi kapcsolatok területére.

## Tanulmányok
Elsőként, 1984 és 1987 között a Budapesti Tanítóképző Főiskola tanítói szakán szerzett általános iskolai tanítói képesítést, orosz nyelvi szakkollégiummal kiegészítve. Ezt követően tanulmányait az Eötvös Loránd Tudományegyetem Tanárképző Főiskolai Karán folytatta, ahol 1988 és 1991 között orosz nyelv és irodalom szakon szerzett képesítést általános iskolai tanárként.
1989 és 1992 között a Külkereskedelmi Főiskolán tanult, ahol nemzetközi marketing szakon szaküzem gazdászként végzett. Később, 2004 és 2008 között a Debreceni Egyetem Bölcsészettudományi Karán szociológiai szakon szerezte meg diplomáját, humán erőforrás menedzsment szakirányon.
Ezeket a tanulmányokat kiegészítve, 2005 és 2007 között a Károly Gáspár Református Egyetem mentálhigiénés tagozatán képezte magát tovább, ahol mentálhigiénés szakemberi képesítést kapott.
2018 és 2020 között a Milton Friedman Egyetemen nemzetbiztonsági és biztonságpolitikai elemzői diplomát szerzett.

## Szakmai pályafutása
Pályafutását 1987-ben kezdte a Pók Utcai Általános Iskolában, ahol két éven át tanítóként és tanárként dolgozott. 1989-től 1990-ig pedig a KERAProgress vállalatnál külkereskedőként tevékenykedett. Ezt követően, 1990-ben a Miniszterelnöki Hivatal Gazdasági Kabinetjének csoportvezetője lett, majd 1991 és 1994 között az Állami Vagyonügynökségnél tanácsosként dolgozott az állami szektorban.
1995 és 2002 között a Batthyány Rt.-nél, illetve a ZAI Kft.-nél látott el vezetői asszisztensi feladatokat.
2002-ben tulajdonosa és kiállítás-szervezője lett a Schmidt Kft. Modern Művészetek Galériájának, ahol 2004-ig dolgozott. Ezt követően, 2006-tól 2010-ig a Batthyány Művészeti és Szolgáltató Kft. szervező vezetőjeként folytatta karrierjét.
2010-ben csatlakozott a Vidékfejlesztési Minisztérium Nemzetközi Kapcsolatok Főosztályához, ahol főosztályvezetőként szolgált egy éven át. Ugyanebben az évben a WUSME  (Kis- és Középvállalkozások Világszervezete) pénzügyi részlegének titkárává nevezték ki, amely pozícióját 2020-ig betöltötte.
2013 és 2015 között a Nemzeti Agrárgazdasági Kamara nemzetközi kapcsolatok, külügy és protokoll felelőse volt.
2012-től szakértőként dolgozik a COPA-COGECA Women’s Committee – Nők Vidéken Bizottságban. Emellett 2013 és 2017 között ugyanitt első alelnöki pozíciót is betöltött, majd 2017-től 2023-ig elnökségi tagként szolgált.
2013-ban alapító elnöke lett a Magyar Női Uniónak, valamint kuratóriumi elnöke az UTS Alapítványnak (2010–2023) és alapító ügyvezető igazgatója az Új Társadalom Szalonnak (2009–2023).
A Batthyány Örökség Hasznosító Kft. ügyvezető igazgatói posztját 2015-től tölti be, míg a Magyar Batthyány Alapítvány elnöki tisztségét 2016 óta látja el.
2016-ban csatlakozott a WUSME Igazgatói Tanácsához, ahol konzultatív státuszban képviselte a szervezetet az ENSZ Gazdasági és Szociális Tanácsában, amely pozícióját 2023-ig viselte. Emellett 2017 óta az EIGE, a Nemek Közötti Egyenlőség Intézetének szakértője.
2020-tól hivatalos tag és alelnök a Women Entrepreneurship Platformnál (WEP), míg 2021 óta a COFACE Families Europe hivatalos tagjaként is tevékenykedik.

## Tudományos munka
Batthyány-Schmidt Margit tudományos munkái jelentős társadalmi és gazdasági kérdésekkel foglalkoznak, különös tekintettel a vidéki közösségekre, a családi viselkedésmintákra, a biztonságpolitikára és a nemek közötti egyenlőség kérdéseire.
2005 és 2007 között a Kossuth Lajos Tudományegyetemen végzett kutatásai középpontjában az alkalmazkodási stratégiák a vidék gazdaságában, a telepek társadalma, telepi életmód, szocializáció, identitás és adaptáció álltak.
Ezzel egy időben, a Károli Gáspár Református Egyetemen egy másik tanulmányt készített Deviáns viselkedések elemzése egy családon belül címmel, amelyben a családi környezetben előforduló viselkedési mintákat és ezek társadalmi hatásait elemezte.
2018 és 2020 között a Milton Friedman Egyetemen biztonságpolitikai szakdolgozatot készített, majd 2020-ban az Új Munkaügyi Szemle tudományos folyóiratban jelent meg A nők lehetőségei egy „férfias” ágazat generációváltásában című tanulmánya, amely a nők szerepét és lehetőségeit tárgyalja a generációváltás során egy hagyományosan férfiak által dominált szektorban.
Ezt követően, 2021-ben ajánlásokat fogalmazott meg az agrárszektor generációváltásával kapcsolatban, amely nemcsak nőknek, hanem a generációváltásban érintett minden résztvevő számára hasznos útmutatást nyújt.
Ezt követően, 2021-ben újabb publikációt készített Ajánlások Nőknek és Nemcsak Nőknek az Agrár Generációváltás Projektek Sikeres Lebonyolításához címmel, amely gyakorlati útmutatásokat nyújt az agrárszektorban történő generációváltásban résztvevők számára.

## Magánélet
3 gyermek édesanyja: Pechacek Nathalie Margarete, Batthyány Katalin Margit, Batthyány Ádám Boldizsár.

## Díjak
Batthyány-Schmidt Margit munkásságát számos díjjal ismerték el, amelyek közül kiemelkedik a 2018-ban elnyert Zichy Antónia-díj.
Ezek az elismerések a társadalmi szerepvállalás, különösen a nők helyzetének javítása és a közösségek támogatása terén végzett munkájának megbecsülését tükrözik.